# George (slak)
George (Mānoa, Hawaii, ca. 2004 – aldaar, 1 januari 2019) was een inheemse Hawaiiaanse boomslak (⚥). Hij was de laatste slak van de soort Achatinella apexfulva uit de Achatinellidae-familie. Hij staat symbool voor het verlies van inheemse Hawaiiaanse weekdieren.

## Levensloop
Georges ouders en een handvol andere leden van de Achatinella apexfulva soort vormden de laatst bekende populatie die zich in een paar bomen op het eilandje Oahu ophield. In een poging de soort te redden werden ze in 1997 door onderzoekers voor een fokprogramma in een laboratorium van de Universiteit van Hawaï in Mānoa verzameld.
George en enkele anderen werden daar in het begin van de jaren 2000 geboren. Maar binnen enkele jaren stierven zowel zijn generatiegenoten en de moederpopulatie en bleef de juveniel alleen achter. Het was toen dat hij zijn naam kreeg, genoemd naar Lonesome George, de reuzenschildpad die ook de laatste van zijn soort was.
Meer dan een decennium lang hebben onderzoekers naar een broedmaatje voor George gezocht, maar tevergeefs. Uit voorzorg werd toen een stukje weefsel van Georges voet genomen en ingevroren in de hoop dat hiermee ooit de Achatinella apexfulva van uitsterven teruggekloond kan worden.
George stierf op de nieuwjaarsdag van 2019.

## Nalatenschap
George stond symbool voor de strijd voor het behoud van de Hawaiiaanse landslakken. Zijn dood benadrukt zowel de enorme diversiteit van inheemse slakken als hun wanhopige situatie.
Ook staat George symbool voor de impact die het uitsterven van ogenschijnlijk onbeduidende diersoorten heeft op de ecologie. Zo zijn Hawaiiaanse boomslakken gespecialiseerd in het verwerken van schimmels die op bladeren groeien. Hiermee dragen ze bij aan de bescherming van bomen tegen ziekten. Sommige biologen denken dat als er een gezonde slakkenpopulatie was, de 2022 uitbraak van Rapid ʻŌhiʻa Death, een schimmelziekte die de Hawaiiaanse inheemse bomen uitroeit, voorkomen had kunnen worden.